# Aymon III de Genève
Pour les articles homonymes, voir Aymon de Genève et Aymon III.
Aymon III de Genève, mort en 1367, est un comte de Genève, quelques mois au cours de l'année 1367.

## Histoire

### Origines
Aymon ou Aimon  est le fils du comte de Genève Amédée III, et de Mathilde d'Auvergne, dite « Mahaut d'Auvergne », dite aussi « de Boulogne », fille de Robert VII, comte d'Auvergne et comte de Boulogne (1314-1325), et de Marie de Flandres, sa seconde femme,,,. Son année de naissance est inconnue.
Il a quatre frères, Amédée († 1368), Jean († 1370), Pierre († 1393), Robert (né vers 1342-† 1394), qui lui succèderont à la tête du comté.

### Seigneur guerrier
Il semble que les historiens du XIXe siècle aient quelque peu douté sur le fait qu'Aymon soit devenu comte, comme l'abbé et historien local Claude-Antoine Ducis, dans un article paru de la Revue savoisienne, en 1875. Dino Muratore, professeur d'histoire à l'Institut Royal de Milan, publie en 1906 un ouvrage Contribution à l'étude du XIVe siècle : Aimon III, comte de Genevois, sa participation à l'expédition du Comte Vert en Orient, son testament, sa mort, permettant de mieux connaître ce seigneur.
Aymon est ami avec le futur comte de Savoie Amédée VI. Aymon semble partager les aventures guerrières du jeune prince contre les marquis de Salucces et de Montferrat ou encore la famille Visconti de Milan dans les années 1360. Il est d'ailleurs capturé en 1361 à Lanzo Torinese, dans la région du Canavais, en Piémont, alors qu'il combattait contre des mercenaires anglais qui ravagent la région à la solde du marquis de Montferrat,.
Ils combattent et remportent la guerre contre Frédéric II de Saluces, en 1363. Aymon est accompagné de 25 hommes issus de la noblesse genevoise.
Il est fait chevalier de l'ordre de l'Annonciade, en 1364, par le comte Amédée VI.
Aymon accompagne Amédée dans sa campagne en Orient de 1366, parfois considérée comme une croisade, où ils triomphent des Bulgares et reprennent pour un temps aux Turcs Gallipoli, sur les Dardanelles, et enfin se rendent en mer Noire afin de « libérer » Jean V Paléologue, empereur de Constantinople, cousin d'Amédée,.

### Héritier du comté et succession
C'est au cours de cette aventure qu'Aymon apprend la mort de son père, probablement le 18 janvier 1367. Il est son héritier universel, selon le testament du 15 octobre 1360. Aymon devient comte sous le nom « Aymon III ».
Il meurt, sans alliance, dans l'année. On possède un testament du comte en date du 30 août 1367. Il lègue à cette occasion à son frère, Pierre, la seigneurie de Gaillard. Son frère, Amédée, qui lui succède.

## Famille
Aymon de Genève ne s'est jamais marié,. Il semble avoir laissé deux bâtards, Jean et Olivier,. Le premier est seigneur de Gandiac, le second est écuyer en 1406 du comte de Savoie, Amédée VIII. Olivier de Genève est fait seigneur de La Corbière, 10 décembre 1406, par le comte de Savoie, (châtelainpour l'année 1407). Il fut également son châtelain pour Gruffy de 1417 à 1420.
D'après l'historien Pierre Duparc, mentionnant l’Armorial et nobiliaire de l'ancien duché de Savoie du comte de Foras, Olivier de Genève aurait épousé une fille chancelier de Savoie, Antoine Caigne, avec qui il aurait eu deux fils, Girard et Bertrand,. Tous deux sont morts sans postérité connue.